# 코나투스
코나투스(라틴어: conatus, 코나투스. 원의는 노력, 충동, 경향, 성향, 약속)는 일찍이 심리철학이나 형이상학에서 사용된 서술어로 사물이 본디부터 가지고 있고 스스로를 계속 높이려는 경향을 말한다. 여기서 「사물 thing」이란 심리적 실체, 물리적 실체, 혹은 그 양자의 혼합물을 가리킨다. 수천년에 걸쳐 많은 다른 정의나 논하는 방법이 철학자들에 의해서 정식화되고 있다.
17세기 철학자 르네 데카르트, 바뤼흐 스피노자, 고트프리트 빌헬름 라이프니츠, 토머스 홉스나 그와 동시대의 경험론자들이 중요한 실적을 쌓아 올리고 있다.
「코나투스 Conatus」는 생물의 본능적인 「사는 의지」를 가리키거나 운동과 관성에 관한 여러 가지 형이상학적 이론을 가리킨다. 이 개념은 자주 범신론자의 자연관에서 신의 의지와 묶어서 생각한다. 이 개념은 정의가 정신과 육체에 분할되거나 원심력과 관성에 대해 논의할 때에 분할된다.
이 「코나투스 Conatus」라는 술어의 역사는 2500년의 추이를 통해서 퍼져 온 범위의 의미와 분류에 있어서의 몇 안 되는 한 줌의 일렬로 정렬함과 같은 것이다. 연면과 이 술어를 채용해 온 철학자들은 각각 스스로의 독자적인 해석을 이 개념에 실어 각각이 따로 따로 이 술어를 발전시켰으므로, 현재는 명확하고 보편적으로 받아 들여진 정의를 가지지 않는 술어가 되었다. 「코나투스 Conatus」에 대해 논의한 최초기의 저술가는 제일에 라틴어로 저작하고 있고, 용법은 그리스 철학의 개념에 근거하고 있었다. 그러므로에 그러한 사상가는 「코나투스 Conatus」를 전문 용어로서 사용할 뿐만 아니라 일상적인 말로서 그리고 일반적인 의미에서도 사용했다. 고풍스러운 텍스트에서는 보다 전문적인 용법을 보다 일반적인 용법과 감별 하는 것이 어렵고, 번역하는 것도 어렵다. 영역될 때, 이 술어는 이탤릭체로 기록되거나, 「코나투스」의 뒤에 외모 돌출해 번역문이 삽입된다. 오늘날에 「코나투스 Conatus」는 전문적인 의미에서 좀처럼 사용되지 않는다. 근대 물리학에서는 노력을 대신한 관성이나 운동량보존법칙이라는 개념이 사용되기 때문이다. 그렇지만, 이 술어는 아르투르 쇼펜하우어, 프리드리히 니체, 루이 듀몬이라는 19세기·20세기의 사상가에게 현저한 영향을 주었다.

## 고전적인 기원

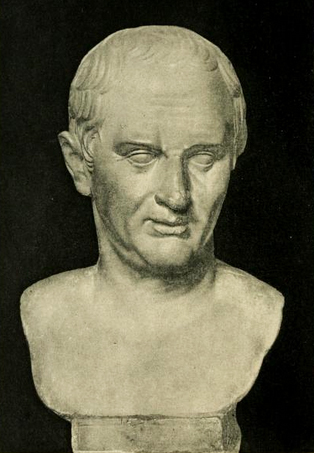
마르쿠스 툴리우스 키케로

라틴어의 conatus는 통상 「노력하는, ~하려고 한다」라고 번역되는 동사 conor에서 유래한다. 그러나, 「노력」이라는 개념은 최초 기원전에 스토아 학파 및 소요학파에 의해서 발전 되었다. 그러한 학파는  ὁρμή (horme, 임페투스로 라틴어 번역된다) 라는 말을 사용하고, 영혼이 물체로 향하는 움직임이나, 거기에 따른 물리적인 운동의 결과를 나타냈다. 고전적인 사상가 마르쿠스 툴리우스 키케로 (기원전 106년 - 기원전 43년) 나 디오게네스 라에르티오스 (기원전 235년 경)는 이 원리를 확장해 파괴에 대한 혐오를 어떤 말에 특별한 뜻을 가지게 하도록 시켰지만, 그 적용 범위는 사람 이외의 동물의 동기계속으로 한정되었다. 예를 들면, 디오게네스 라에르티오스는 특히 식물에 대해서 이 술어를 적용하는 것을 부정하고 있다. 르네상스 이전에, 토마스 아퀴나스 (1225년 - 1274년), 둔스 스코투스 (1266년 - 1308년) , 그리고 단테 알리기에리 (1265년 - 1321년) 가 「코나투스 Conatus」의 동의어로서 라틴어 「우르트 vult」 「웨레 velle」 「압페티트 appetit」를 사용해 같은 감정을 나타냈다. 실제, 이것들 4개의 단어는 모두 원래의 그리스어 ὁρμή의 역어로서 사용된다. 후에, 베르나르디노 테레시오와 톰마소 캄파넬라가 고대 그리스의 개념을 확장해, 생물 무생물에 관계없이 모든 물체에 적용했다.
최초로 아리스토텔레스가, 후에 키케로와 라에르티오스가 각각, 「코나투스 Conatus」와 다른 감정과의 연결을 은근히 나타내 보였다. 그들의 생각으로는 노력이 다른 감정을 일으킨다. 사람이 무엇인가를 하고 싶은 그것을 좋은 일이라고 생각하기 때문이 아니고, 오히려 사람은 하고 싶은 것을 좋은 일이라고 생각하는 것이라고 그들은 주장했다. 바꾸어 말하면, 사람의 욕망의 동기는 「노력」의 원리에 따라서 육체가 스스로를 증대 시키려는 본성적인 경향이라는 것이다.

## 중세의 생각
「코나투스 Conatus」와 운동은 전통적으로 연결이 있었다. 아크나스와 유다 레옹 아브라바넬 (1265년 - 1321년) 은 두 사람 모두 이 개념을 ( 아우구스티누스 (354년 - 430년) 가 저서 「신국」으로 「자연 본성적인 상하의 운동, 즉 중간의 위치에서 자신의 균형을 유지하는 운동」)이라고 본 것과 직접 관계 붙였다. 그들은 물체를 오르내림 하는 이 힘을 「amor naturalis」 즉 「자연 본성적인 사랑」이라고 불렀다.
6세기에 요하네스 피로포노스 (490년 - 570년)는 아리스토텔레스의 운동의 이론을 비평해 아리스토텔레스의 발사체에 관한 논의안에 모순이 포함된다고 지적했다. 아리스토텔레스는 아이테르의 매체에서는 발사체의 운동이 보존된다고 한편 아리스토텔레스의 허공에 관한 논의에서는 그러한 매체가 존재하지 않고, 그 때문에 물체의 운동은 불가능하다고 되어 있다.
피로포노스는 운동은 운동하는 물체를 감싸는 매체에 의해서 유지되는 것이 아니라 특성, 즉 운동하기 시작하면 물체에 심어진 「코나투스 Conatus」에 의해서 유지된다고 주장했다. 다만 이것은 근대적인 관성의 개념과는 다르다. 이 경우는 물체가 계속 하기 위해서는 고유의 힘을 필요로하게 되기 때문이다. 이 생각은 아리스토텔레스를 지지한 이븐 루시드나 스콜라 철학자들이 강하게 반대하였다. 또한 아리스토텔레스의 생각은 이슬람 세계로부터도 도전받았다. 그 예로 이븐 알하이삼은 피로포노스의 생각을 지지했다. 또한 이븐 알하이샘은 관성에 유사한 개념을 발전시켰다. 관성의 개념은 그 효과가 항력과 같이 외적인 힘의 결과로서 영구적인 힘에 대해 생각한 이븐 시나에 의해서 좀 더 명확하게 발전 되었다. 이것으로 이븐 스나는 「비자연적인 운동에 관해서 영구적인 유형의 힘을 생각한 최초의 인물」이 되었다. 이븐 스나의 「마일 mayl」이라는 개념은 아리스토텔레스의 격렬한 운동의 개념과 거의 반대의 것이며, 오히려 관성의 법칙, 즉 뉴턴의 제일 운동 법칙을 생각나게 하는 것이다. 이븐 스나는 운동하는 물체의 무게와 속도의 사이에 정량적인 관계를 주려고, 운동량과 같은 개념도 발전시켰다.
쟌 뷰리단 (1300년 - 1358년) 도 이전의 생각을 부정해 이 운동을 일으키게 하는 특성이라고 할 생각을 채용했지만, 그는 그것을 「임페투스 impetitus」라고 명명해 서서히 소산해 나가는 것으로 했다. 뷰리단의 입장은 공기 저항과 물체가 가지는 임페투스에 거역하는 물체 자신의 무게에 운동하는 물체가 파악된다는 것이었다. 또, 그는, 임페투스는 속도에 비례해 증대한다고 주장했다. 그의 최초의 임페투스에 관한 생각은 많은 점으로 근대적인 운동량의 개념과 닮아 있다. 보다 근대적인 관성의 개념에 분명하게 비슷한 것에도 불구하고, 뷰리단은 자신의 이론을 아리스토텔레스의 기본적인 철학을 수정한 것에 지나지 않다고 간주해 운동하고 있는 물체와 정지하고 있는 물체의 사이에게는 아직 근본적인 차이가 있다는 생각을 포함한 많은 소요학파의 생각을 주장했다. 또, 뷰리단은, 임페투스는 본성상 직선적으로만이 아니라 원적으로도 일해, 천체와 같은 물체에 일해 원운동을 시킨다고 주장했다.

## 데카르트에게

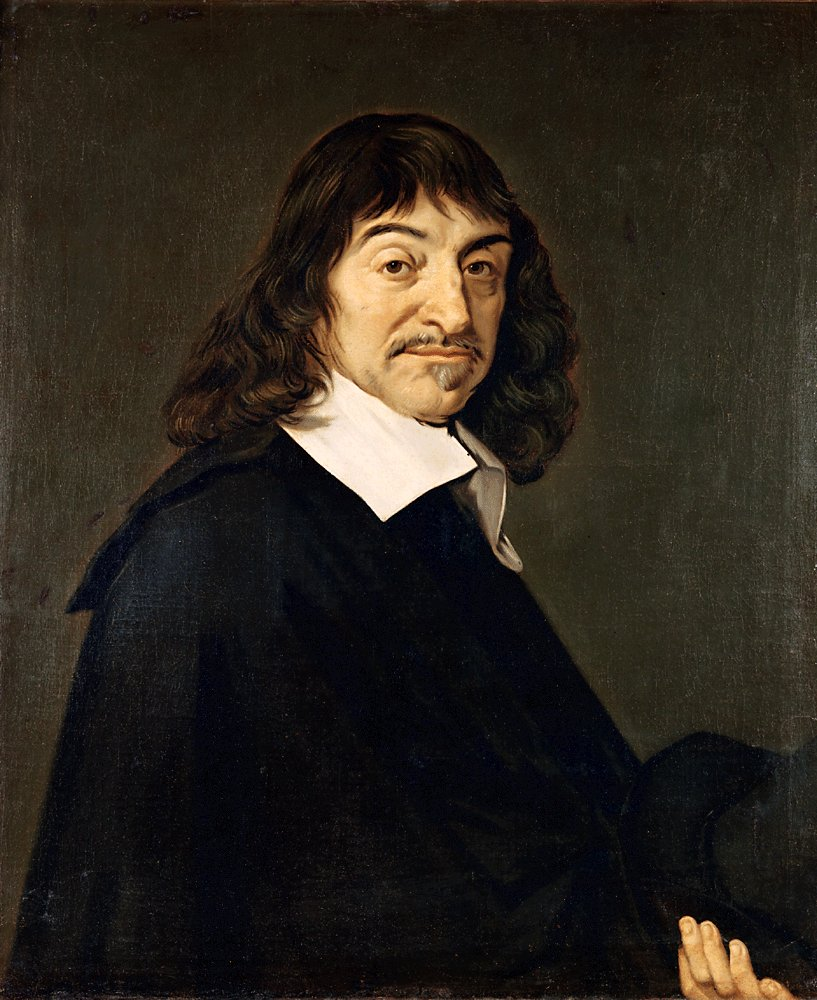
르네 데카르트

17세기의 전반에 르네 데카르트(1596년 - 1650년) 가 좀더 근대적이고 유물론 개념으로서 코나투스 Conatus를 발전시켰다. 그는 노력을 「신의 힘을 나타내고 있는 물질이 움직이려는 적극적인 힘 혹은 경향」으로 표현했다. 고대 사람들이 이 말을 엄밀하게 의인적인 의미에서 자른 목적을 달성하려는 「코나투스 Conatus」라고처럼 사용해, 중세의 스콜라 학자가 「코나투스 Conatus」의 개념을 발전시키고 그것이 가지는 신비적으로 본질적인 특성이라 했는데 반해, 데카르트는 그들보다 약간 기계론적인 의미로 이 말을 사용했다. 더 분명히 말하면, 뷰리단과는 대조적으로 데카르트에게는, 운동과 정지는 같은 물건의 두 개 상태에 지나지 않고, 다른 것은 아니었다. 데카르트의 「코나투스 Conatus」에 대한 생각은 매우 애매하기는 했지만, 자연에 대한 욕망이나 경향의 기능으로부터 멀어진 운동이나, 보다 과학적으로 근대적인 생각으로 향하는 운동의 기능의 시작을 여기에 찾아낼 수 있다.
아리스토텔레스의 시대부터 서양에서 지배적인 물질적 세계를 목적론적, 혹은 합목적적으로 파악하는 생각을 데카르트는 부정했다. 데카르트는 마음을 물질적 세계의 일부라고 간주하지 않고, 그 때문에 마음은 자연의 엄밀하게 기계론적인 법칙의 대상은 아니다. 한편, 운동과 정지는 영구 불변의 기계론적 법칙에 의한 물체의 상호작용의 대상물이다. 신은 처음, 물체를 시동시킬 뿐으로, 그 후는 물체의 기계적 운동의 동적 질서를 유지하는 것 외에 간섭하지 않는다. 그 때문에, 모든 것은 법칙에 지배된 충돌이나 부단한 재구성을 실시할 뿐으로, 물체의 운동에는 진짜 목적 따위 존재하지 않는다. 코나투스(Conatus)는 물체가 서로 충돌할 때의 운동의 경향에 지나지 않는다. 신이 이 활동을 시동시키지만, 그 다음은 「새로운」 운동도 정지도 창조될 리가 없다.
데카르트는 「코나투스 Conatus」에는 2종류, 「코나투스 아 켄트로(conatus a centro)」와「코나투스 레케덴디(conatus recedendi)」가 있는 것을 명기했다. 「코나투스 아 켄트로」, 즉 「중심으로 향하는 경향」은 데카르트가 중력의 이론으로 사용했다. 「코나투스 레케덴디」, 즉 「중심으로부터 떨어져 가는 경향」은 원심력을 나타낸다. 이러한 경향은 생물의 성질이나 의도를 나타내는 말도 아니면, 물건의 「힘」의 고유의 특성으로서 생각할 수 있었으므로도 없고, 오히려, 신이 하사한 물리적 우주 그 자체의 통일적·외적인 특징으로서 생각할 수 있다.
데카르트는 자신의 자연의 제일 법칙을 발전시킬 때, 「코나투스 모웬디」, 즉 자기보존의 「코나투스 Conatus」의 개념도 일으켰다. 이 법칙은 관성의 법칙을 일반화한 것으로, 이전에 갈릴레이에 의해서 경험적으로 설명되어 발전 당하고 있었다. 이 원리는 데카르트의 죽음으로부터 50년 후에 아이작 뉴턴에 의해서 정식화되어 그 3개의 운동의 법칙 중 제일의 것으로 여겨졌다. 데카르트에 의한 정식화는 이러하다: 「각각의 것은, 정지하고 있을 때에는 그 상태에 쭉 머물고 있다. 또 일단 움직이기 시작하면 계속 움직인다」.

## 홉스에게

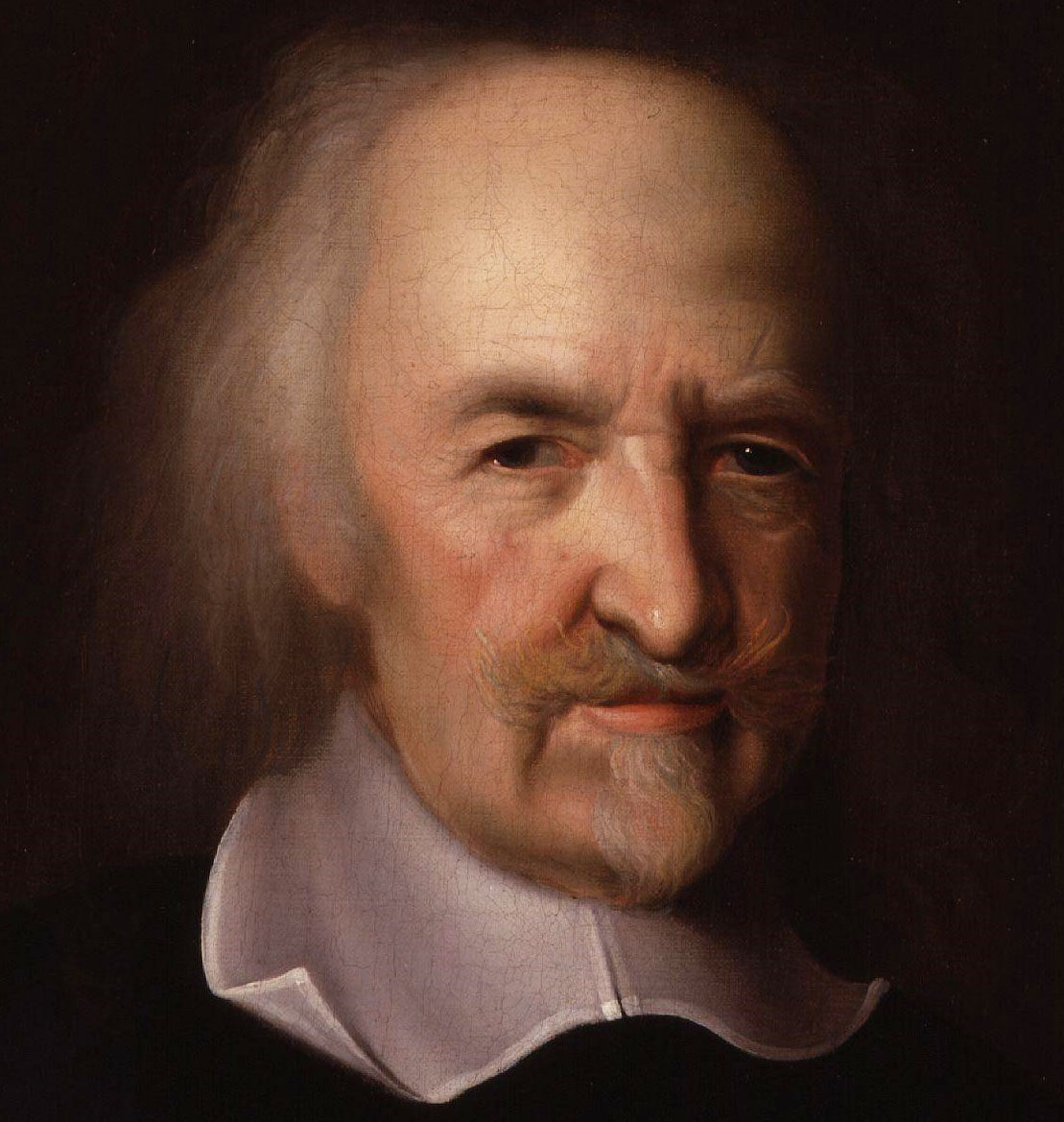
토마스 홉스

### 노력과 영혼
토마스 홉스 (1588년- 1679년) 도 또한 「코나투스 Conatus」의 원리에 관한 이전의 생각을 없앴다. 그렇지만, 그는 이전의 정의를 운동의 기원을 설명할 수 없다고 비판했다. 이 목적으로 향해 연구하는 것이 홉스의 이 분야에서의 연구의 주목적점이 되었다. 실제, 홉스는 「마음의 제인지 기능을 「노력」의 기능의 다양성에 변화시켰다」.
게다가 홉스는 감정을 운동의 시작으로 간주해, 의지를 감정의 총체로 간주했다. 이 「의지」는 물체의 「코나투스 Conatus」를 형성해, 그 물리적인 현상은 「사는 의지」라고 이해된다. 생물은 번창하기 위해서 「평화를 요구하고 평화를 위협하는 것과는 싸운다」라고 홉스는 말한다. 또, 홉스는 이 「코나투스 Conatus」와 「상상」을 동일시 해, 「코나투스 Conatus」의 변화, 즉 의지는 「심사숙고」의 결과라고 말했다.

### 노력과 물리학
나는 「노력」을 주어질 수 있는 것보다, 즉, 설명이나 수에 의해서 한정될 수 있는 혹은 할당할 수 있는 파는 것보다도, 작은 시간·공간 내에서 만들어진 움직임이라고 정의한다. 즉, 점의 길이를 통해서, 혹은 순간 즉 일시점에 대해 만들어진 운동이다.

그의 심리학적 이론에서와 같게, 홉스의 물리적인 「코나투스 Conatus」는 운동의 미소한 구성요소이다. 노력은 운동, 결국은 자른 방향에의 경향의 「시작」이다. 홉스가 사용한 마지막으로의 「임페투스」라는 개념은 이 물리적인 「코나투스 Conatus」라는 표현중에서 정의된다. 즉, 임페투스는 「시간의 추이 중에서 운동하는 물체에 이용되는 「코나투스 Conatus」의 척도」라고 하게 된다.. (역학적인 의미로의) 저항은 반대 방향의 「코나투스 Conatus」에 의해서 일으켜진다. 힘은 「물체의 크기」를 더한 이 운동이다. 또, 홉스는 용수철 등의 운동을 일으키게 하는, 예를 들면, 축소하거나 확장하는, 「복원성의 힘」을 나타내는데도 「코나투스 Conatus」라는 말을 사용했다. 홉스는 이러한 물체의 이전 상태로 돌아오게 하는, 이러한 물체에 고유의 힘이 물체에 내재한다고 주장했다.

## 스피노자에게
스피노자 (1632년 - 1677년)는 「코나투스 Conatus」의 생각을 인간의 육체, 영혼, 그리고 그 양쪽 모두에 동시에 적용하지만, 말상으로는 다른 용어를 각각 대해 사용했다. 개념의 심리적인 나타남에 언급할 때는, 그는 「워룬타스 (voluntas)」(의지) 라는 방법 말을 사용한다. 양쪽 모두의 중개가 되는 개념에 언급할 때 , 그는 「압페티트스 (appetitus)」(욕구) 라는 말을 사용한다. 육체적인 충동에 언급할 때, 그는 보통으로 「코나투스 Conatus」를 사용했다. 그는 이 말을 확장해 한덩어리로 해 「코나투스 세세 콘세르우디(conatus sese conservandi)」(자기보존에의 코나투스conatus)라는 말을 사용하기도 했다.

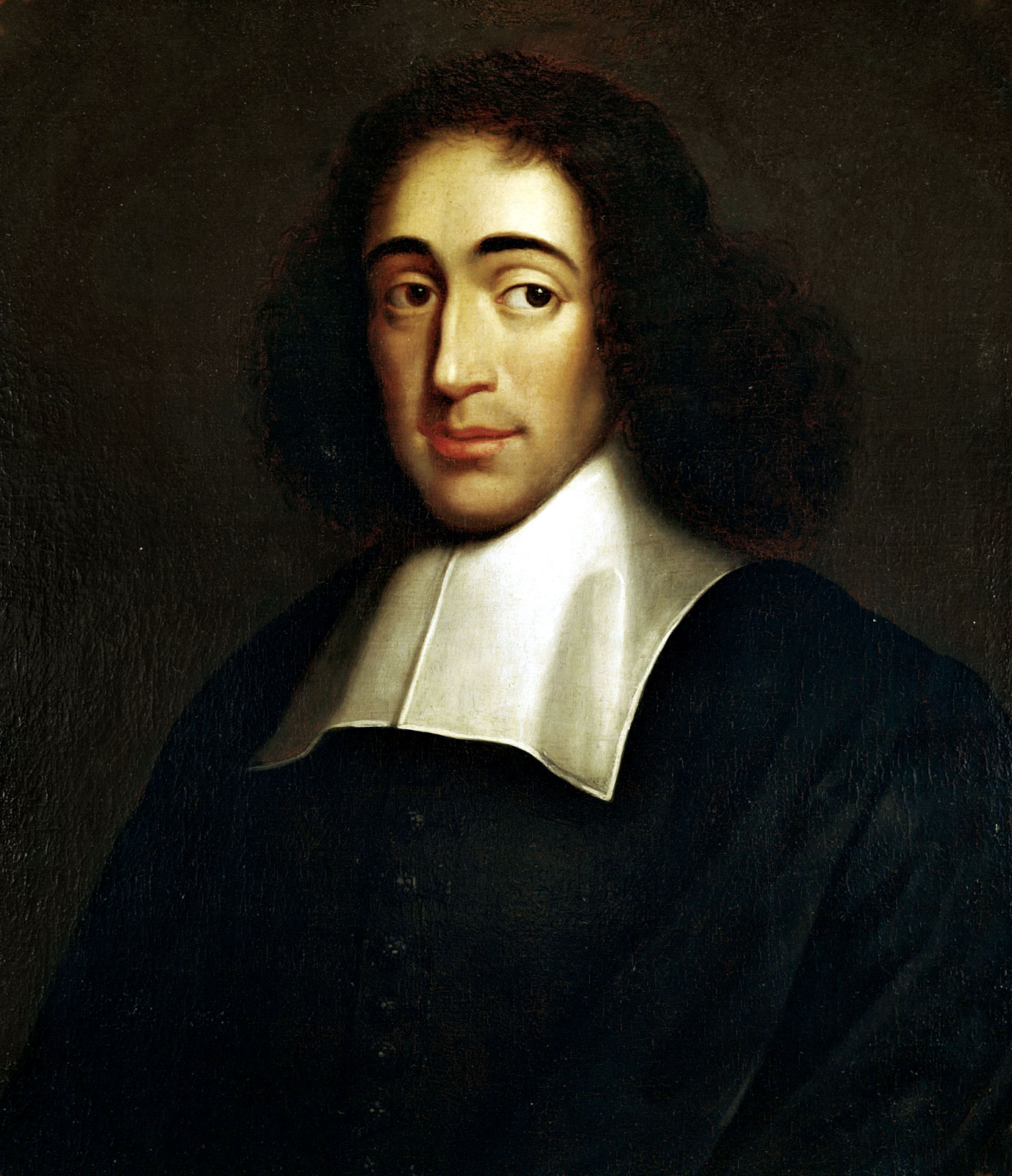
바뤼흐 스피노자

스피노자는 「무엇도 외적인 원인이 없으면 파괴될 수 없다」라는 「자명한」진리를 설명하려고 할 때에 이 「코나투스 Conatus」의 일반적 원리가 존재한다고 단언했다. 그에게 있어서, 「모든 것의 정의는 그것이 존재하는 것을 단언하고 있어, 부정할 것은 없다」라는 것은 자명한 것이다. 이 자기 파괴에의 저항을 스피노자는 인간의 계속 존재하려는 노력이라는 말로 정식화한다. 또, 「코나투스 Conatus」는 이 힘을 나타내기 위해서 그가 가장 잘 이용하는 말이다.
스피노자의 세계관에서는, 이 원리는 모든 것에 적용 가능하고, 게다가 인간의 마음이나 도덕을 포함한 만물의 바야흐로 본질을 구성한다는 것도 세계에는 신이 만든 유한의 모델이 존재하는 것에 지나지 않기 때문이다. 그가 「에티카」 (1677년)에서 말한 것처럼, 「코나투스 Conatus」는 유한의 시간안에 존재한다. 물체가 존속하는 한 코나투스 Conatus도 존속한다. 스피노자는 물체의 힘을 증대하는 경향을 나타내는데 「코나투스 Conatus」라는 말을 사용한다. 모든 존재는 단지 정적으로 계속 존재하려는 것보다 오히려, 완전으로 향해 노력할 것임에 틀림없다. 게다가 존재하는 모든 것은 있는 활동이 자신의 존재를 유지하든가, 혹은 증대시킬 때, 그리고 그러한 때에만 그 활동을 실시한다. 또, 스피노자는 데카르트가 이전 사용한 것 같은, 기본적인 의미로의 관성을 나타낼 때에도 「코나투스 Conatus」라는 말을 사용했다. 물건은 외적인 힘의 활동 없이는 파괴될 수 없기 때문에, 운동과 정지도 교란시켜지지 않은 한은 무기한으로 계속 존재한다.

### 행동적 발현
바르후 데 스피노자가 심리철학에서 사용한 마지막으로의 「코나투스 Conatus」의 개념은 고대 및 중세의 전거에 유래한다. 스토아 학파, 키케로, 디오게네스 라에르티오스와 특히 홉스나 데카르트가 발전시킨 원리를 스피노자는 재구성했다. 코나투스 Conatus에 관해서 그의 이론이 홉스의 것과 다른 것은 「코나투스 아드 모툼(conatus ad motum)」(운동에 대한 노력/코나투스)은 정신적에서는 「없고」 물리적이라고 한 점이다.
스피노자는 그 결정론과 함께, 인간과 자연은 시종 일관 한 한 갖춤의 법칙아래로 통일될 것임에 틀림없다고 믿는다. 신과 자연은 원래 하나이며, 자유 의사는 존재하지 않는다. 동시대의 철학자들에 반하고, 그리고 현대의 철학자들과 일치하고, 스피노자는 마음, 지향성, 윤리, 그리고 자유가 물리적인 존재나 사건으로부터 되는 자연 세계와는 나누고 생각할 수 있는 이원론적인 억설을 부정한다. 그의 목적은자연주의적인 골조/틀 아래에서 이러한 모든 것의 통일적인 설명을 주는 것으로, 그가 생각하는 「코나투스 Conatus」는 이 계획의 중심이 되는 것이다. 예를 들면, 스피노자에게 있어서 있는 활동이 「자유」라는 것은, 그 활동이 실체의 본질이나 「코나투스 Conatus」로부터 생기고 있는 경우뿐이다. 그리고, 인간의 활동이나 선택을 포함한 자연적 세계의 모든 사건은 피할 수 없는 보편적인 자연법칙에 따라서 결정되므로, 무조건으로 절대적인 자유 의사는 존재할 수 없다. 그렇지만, 외적인 힘에 속박 되거나 아주 없으면 종원 되거나 하지 않다는 의미로라면 활동은 아직 자유롭다.
그러므로 인간은 완전하게 자연의 일부이다. 스피노자는 언뜻 보았는데 불규칙한 인간의 행동을 사실은 「자연」으로, 합리적으로, 「코나투스 Conatus」에 동기부여 당하고 있다고 설명했다. 그 과정에서, 자유 의사라는 생각을 「코나투스 Conatus」, 말하자면 인간 뿐만이 아니라 자연 전체에 적용할 수 있는 원리로 치환했다.

#### 감정과 정동
「코나투스 Conatus」와 인간의 정동의 관계에 관해서 스피노자가 어떻게 생각하고 있었는가는 명확하지 않다. 메릴랜드 미술 대학의 철학 조교수인 파민 드브란다와 서던 캘리포니아 대학교의 신경 과학 교수 안토니오 다마시오는 두 사람 모두, 인간의 정동은 「코나투스 Conatus」혹은 완전을 목표로 하는 끊임없는 충동으로부터 일어난다고 주장했다. 실제, 스피노자는 「에티카」로, 분명하게, 행복은 「인간의 자기를 보존하려는 능력에 귀착한다」라고 말하고 있다(에티카, 3부, 정리 6~7). 또, 이 「코나투스 Conatus」는 스피노자에 의해서 「미덕의 기반」이라고 특징지워지고 있다. 반대로, 사람은 자신의 「코나투스 Conatus」에 반하는 것이 있으면 반드시 슬퍼진다..
예일 대학 교수 데이비드 비드니 (1908년 - 1987년)는 이것에 반대하고 있다. 비드니는 「욕망」, 제일의 정동과 스피노자의 원리 「코나투스 Conatus」를 주의해 관련짓고 있다. 이 생각은 「에티카」의 방주 IIIP9(3부 정리 9)에 증명되고 있다. 거기에는 「충동 (appetite) 과 욕망 (desire)의 사이에는 차이가 없다. 억지로 말하면 인간이 appetite을 자각하고 있기로는 desire은 일반적으로는 인간과 묶는다. 그러니까 desire은 appetite의 자각을 수반하는 appetite이라고 정의할 수 있다」라고 있다. 비드니에 의하면, 이 욕망(desire)은 다른 정동, 기쁨이나 고통에 지배되고 있어 그 때문에 「코나투스 Conatus」가 기쁨을 낳는 것으로 향해 노력해, 슬픔(pain; 아픔)을 낳는 것을 피한다. 아르투르 쇼펜하우어 (1788년 - 1860년)는 이와 같은 해석을 하고 있지만, 「의지와 표상으로서의 세계」(1819년) 에서는 「나의 기본적인 생각 전체에 의하면, 이것은 모두 진정한 관계를 뒤집은 것이다. 의지는 제일의, 그리고 근원적인 것이다. 지식은 의지에 의지의 현상의 도구로서 부속되는 것에 지나지 않는다」의 것으로 스피노자에게 반대한다고 말하고 있다.

## 라이프니츠에게
「노력」의 운동에 대한 관계는 점의 공간에 대한 관계, 혹은 1의 무한에 대한 관계와 같다는 것은 노력은 운동의 시점 및 종점이기 때문이다

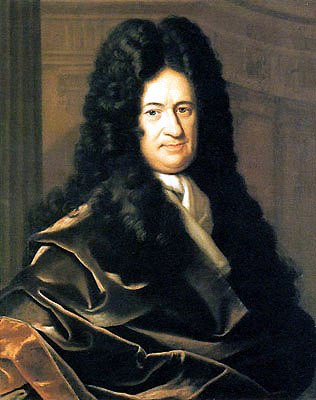
고트프리트 빌헬름 라이프니츠

고트프리트 빌헬름 라이프니츠 (1646년 - 1716년)는 에아하르트 바이겔 (1625년 - 1699년)의 제자로, 「코나투스 Conatus」라는 원리를 그 및 홉스로부터 배웠지만, 바이겔은 「텐덴티아(tendentia)」(경향)라는 말을 사용했다. 구체적으로 말하면, 라이프니츠는 「새로운 설(Exposition and Defence of the New System)」(1695년)로 홉스의 그것과 같은 의미로 「코나투스 Conatus」라는 말을 사용하고 있다. 다만, 라이프니츠는 신체에 관한 경우와 영혼에 관한 경우로 「코나투스 Conatus」를 구별하고 있다. 신체에 관한 코나투스Conatus는 자력으로는 직선적인 운동을 할 수 있을 뿐으로, 한편 영혼에 관한 코나투스Conatus는 보다 복잡한 운동을 「기억하는」 일이 생긴다.
라이프니츠에 의하면, 운동의 문제는 제논의 역설을 해결하는 것에 관계하고 있다. 운동은 지속적인 물건이기 때문에, 공간은 무한 분할할 수 없으면 안 된다. 적어도 모든 것이 움직이기 시작할 수 있기 위해서는, 우주의 기본적 요소안에 각각 특유로 그 요소 자신을 움직이는 사고의 대상이 될 수 있는 자발적인 특성이 존재해야 한다. 이 「코나투스 Conatus」는 어떤 종류의 즉시적이고 「실질적인」운동으로, 모든 것이 정지하고 있을 때도 가지고 있는 것이다. 한편 운동은 물건의 상호작용에 부수한 것이 가지고 있는 모든 「코나투스 Conatus」의 바야흐로 총화이다. 「코나투스 Conatus」의 운동에 대한 관계는 점의 공간에 대한 관계와 같다. 이 생각에 수반하는 문제로서 실제로 일하는 힘이 「코나투스 Conatus」 뿐이라면 다른 물체 무디어져 사용한 물체가 튀어오를 것은 없을 것이라는 일이 있다. 그렇기 때문에, 라이프니츠는 물질의 운동을 유지해 탄성 충돌을 가능하게 하는 에테르(신학)의 존재를 전제 하는 것을 강요당했다. 라이프니츠의, 원자론의 거부와 조가 된 「노력」의 사고 가능한 무기억성의 개념은 결과적으로 그의 단자론을 이끌었다.
또, 라이프니츠는 「코나투스 Conatus」이라는 개념을 사용해 적분법의 원리를 발전시켜, 그 말의 의미를, 이 경우는 뉴턴의 가속도적인 「힘」의 수학적인 상사형을 의미하도록 하고 있다. 그렇게 말한 「코나투스 Conatus」를 무한하게 열거해(즉 현재 적분으로 불리고 있는 것) 라이프니츠는 지속적인 힘의 효과를 계량 할 수 있었다. 그는 「위스 위와(vis viva)」(즉 「살아 있는 힘」)을 무활동인 「위스 모르트아(vis mortua)」의 총화라고 정의한 것과 완전히 같이 「임페투스」를 물체의 「코나투스 Conatus」의 총화라고 정의하고 있다.
케플러와 어쩌면 데카르트의 연구에 근거해, 라이프니츠는 「코나투스 Conatus」의 원리, 에테르설, 그리고 소용돌이설에 근거한 행성 운행의 모델을 발전시키고 있다. 그 이론은 그의 「천체 운동에의 원인에의 시론(Tentamen de motuum coelestium causis)」(1689년)에서 전개되고 있다. 라이프니츠에 의하면, 케프라에 의한 타원 궤도의, 진원의 동경 성분에의 분석은 시선 운동을 설명할 때의 어느쪽이나 「코나투스 Conatus」의 예인 원심력 및 중력을 조합한 원운동에 대해서 「조화를 이룬 소용돌이」에 의해서 설명할 수 있다 Leibniz later defines the term monadic conatus, as the "state of change" through which his monads perpetually advance.refArthur 1994, sec. 3</ref>.

## 관련하는 용법과 술어

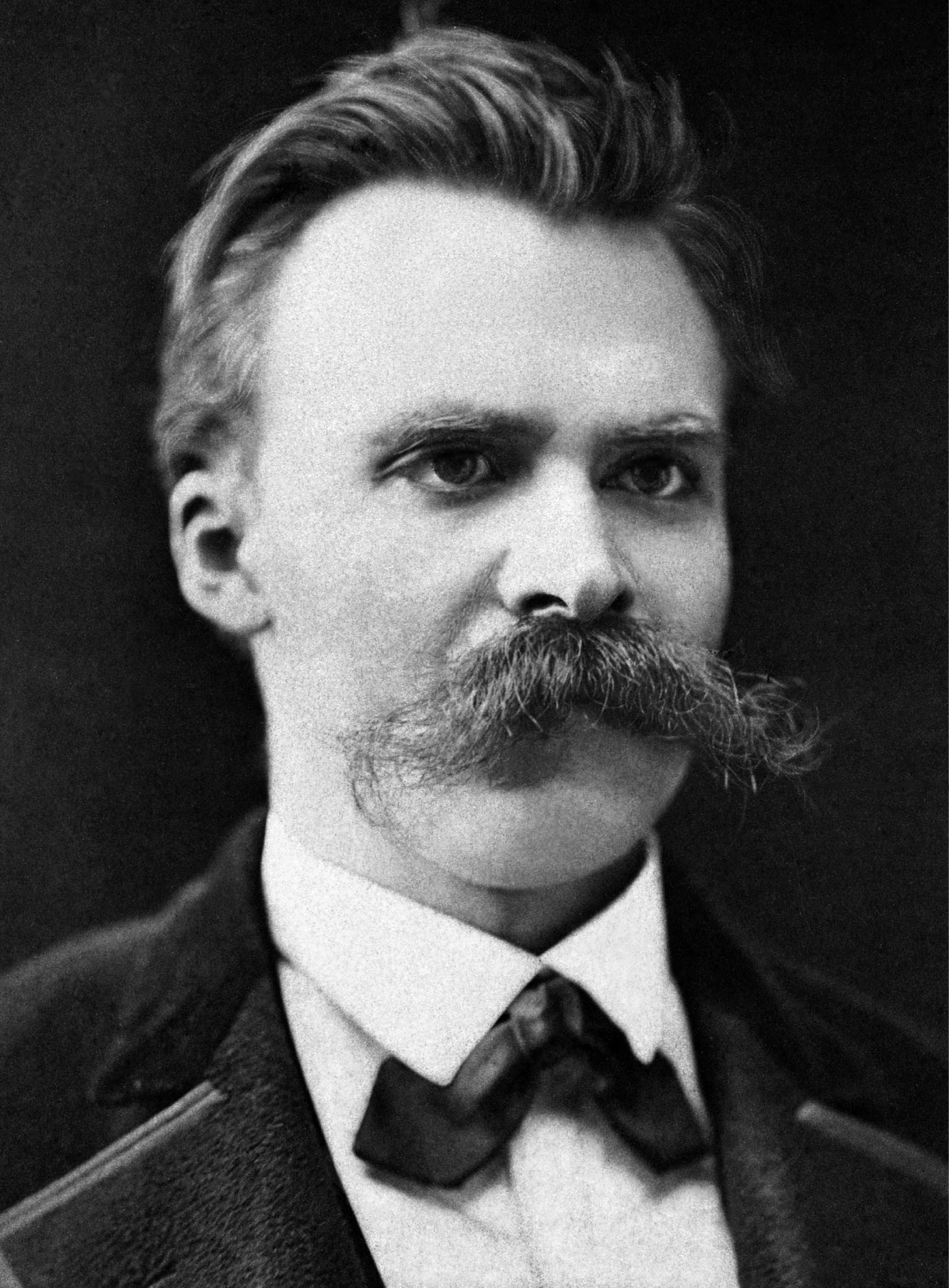
프리드리히 니체

이상 말한 주요하지만 그 밖에, 「코나투스 Conatus」의 몇개의 사용이 수백년간에 여러 가지 철학자에 의해서 정식화되어 왔다. 노력에 관계해, 많든 적든 비슷한 의미와 용법을 가지는 몇개의 중요한 술어·개념이 존재한다. 잘밧티스타 비코 (1668년 - 1744년)는 「코나투스 Conatus」를 인간 사회의 활동의 본질이라고 정의했다. 게다가보다 전통적이게는, 물활론적인 의미로, 자연 전체에 충만하는 운동을 만들어 내는 힘이라고 정의했다. 근대 과학이 시작되고 나서 백년 가깝게 후에, 비코는 신플라톤주의에 촉발 되고, 관성의 원리나 새로운 물리학의 법칙을 부정했다. 그에게 있어서, 자연은 지배적인 견해로서 원자나, 데카르트적인 견해로서 연장으로부터 완성되고 있는 것이 아니라, 신에 의해 초래된 「코나투스 Conatus」에 의해서 여기되는 「형이상학적인 점」으로부터 완성되고 있는 것이다.
아르투르 쇼펜하우어 (1788년 - 1860년)는 홉스의 「코나투스 Conatus」의 그것과 분명하게 닮고 있는 원리를 포함한 철학을 쌓아 올렸다. 그 정리는 「Wille zum Leben」, 즉 「삶에의 의지」라고 해, 유기체의 자기보존의 본능에 구체적으로 나타나고 있는 현상을 나타낸다. 그렇지만 쇼펜하우어는, 삶에의 의지는 시간적에 묶이지 않고 존속한다고 말하는 것으로 이것을 정의했다. 프리드리히 니체 (1844년 - 1900년)는 일찍부터 쇼펜하우어의 영향을 받은 철학자이지만, 쇼펜하우어의 생에의 의지의 우위를 부정해 다른 자기보존의 설을 발전시켰다. 그는 자신의 버전을 「Wille zur Macht」즉 권력에의 의지라고 불렀다.
지그문트 프로이트 (1856년 - 1939년)는 스피노자의 정식화한 자기보존의 체계로서의 「코나투스 Conatus」의 원리에 강하게 의거 했지만, 발간한 작품 중에서 스피노자에게 언급할 것은 없었다. 동시기에, 앙리 베르그송 (1859년 - 1941년) 이 「엘란 비탈 elan vital」, 즉 「생명의 충동」이라는 원리를 발전시켰지만, 그것은 유기체의 진화의 도움이 되는 것이라고 생각할 수 있었다. 이 개념은 모든 생명의 배후에 있는 근본적인 구동력을 나타내고 있고, 스피노자 그 외의 「코나투스 Conatus」의 원리를 생각나게 한다.
막스 셸러에 의하면, 「충동 Drang」라는 개념은 철학적 인간학 및 형이상학의 중심적인 요소이다. 이 개념은 그의 철학적 편력 전체를 통해서 계속 중요했지만, 그의 인생의 후반, 그의 주목적점이 현상학으로부터 형이상학으로 옮기고 나서 발전 당한 것 봐에서 만났다. 베루크손의 「엘란비탈」과 같이 「드란크」(구동 혹은 충동)는 모든 생명의 임페투스이다. 그렇지만, 베루크손의 삶의 형이상학의 경우와 달리, 드란크의 특징은 그것이 영혼(「Geist」)의 구동력이나 동기마련도 주는 것에 있다. 여기서 말하는 영혼은 모든 이론적인 지향성을 포함하고 있지만, 심리학적인 원리인 「에로스 Eros」와 같을 뿐 물질적인 원리인 「Drang」없이는 힘을 지닐 수 없다.
문화인류학자 루이 듀몬 (1911년 - 1988년) 은 스피노자의 「에티카」IIIP3에 기록된 영향력의 강한 정의에 근거해 만들어낼 수 있던 「문화적 노력」에 대해 말하고 있다. 이 파생적인 개념에 근거한 원리는 모든 주어진 문화가 「존속중은 다른 문화를 지배할지 다른 문화의 지배로 괴로워할지 어느 쪽인지를 참는 경향이 있다」라고 말하고 있다.

## 근대적인 의미

### 물리학적인 의미
뉴턴 물리학이 발전한 이후, 모든 물리적 물체의 「코나투스 Conatus」라는 개념은 대체로 관성 및 운동량의 법칙에 교체되었다. 비드니가 말하듯이, 「확실히 논리적으로는 「코나투스 Conatus」즉 욕망은 관성의 법칙에 지나지 않는다[ … ]그렇지만 지금도 이 사실은 스피노자의 용법과는 다르다.」게다가, 「코나투스 Conatus」는 많은 철학자가 천천히 시대에 뒤떨어져 온 다른 개념을 나타내는데 사용했다. 예를 들면 「코나투스 레케덴디」는 원심력이 되어, 중력이 이전에는 「코나투스 아 켄트로」가 차지하고 있던 위치에 사용되었다. 오늘로는, 「코나투스 Conatus」가 취급해 온 화제는 과학의 문제, 그리고 그러므로 과학적 방법에 의한 연구의 대상이 되고 있다.

### 생물학적인 의미
「코나투스 Conatus」라는 고풍스러운 개념은 오늘 안토니오 다마시오와 같은 과학자에 의해서 근대생물학과 조화 당하고 있다. 그렇지만 오늘의 「코나투스 Conatus」는 이전에는 그것이 형이상학과 신동술의 문제인 영역에서 화학 및 신경 과학의 문제로서 설명된다. 이 개념은 아마 「생명을 위태롭게 하는 방대한 차이에 대해서 생물의 구조·기능의 시종 일관성을 주장하기 위해서 구성」된다.

#### 일반제도이론
스피노자적인 「코나투스 Conatus」의 개념은 생명학의 체계에서의 근대적인 오트포이에이시스의 이론의 역사적인 선구자였다. 일반제도이론 및 과학에서는 대체로, 「코나투스 Conatus」라는 개념은 창발 현상과 묶어 생각할 수 있다. 창발 현상은 거기에 따라 복합계가 복수의 단순한 구조로부터 자연 발생적으로 형성되는 것이다. 생물의 체계 뿐만 아니라 사회의 체계도 갖추고 있는 자기 조절적·자기보존적 특성은 그러므로 스피노자의 「코나투스 Conatus」의 원리의 근대화 된 버전이라고 생각할 수 있다. 그러나, 오늘의 이러한 시점으로부터 조망된 노력에는 한 때의 다양한 노력안에 있던 종교적인 함축이 없고, 결정적으로 좁은 의미가 되어 버리고 있다.

## 참조문헌
- Allison, Henry E. (1975), 《Benedict de Spinoza》, San Diego: Twayne Publishers, ISBN 0-8057-2853-8
- Arthur, Richard (1994), “Space and relativity in Newton and Leibniz”, 《The British Journal for the Philosophy of Science》 45 (1): 219–240, doi:10.1093/bjps/45.1.219, Thomson Gale Document Number:A16109468
- Arthur, Richard (1998), “Cohesion, Division and Harmony: Physical Aspects of Leibniz's Continuum Problem (1671–1686)”, 《Perspectives on Science》 6 (1): 110–135, Thomson Gale Document Number:A54601187
- Bidney, David (1962), 《The Psychology and Ethics of Spinoza: A Study in the History and Logic of Ideas》, New York: Russell & Russell
- Blackwell, Richard J. (1966), “Descartes' Laws of Motion”, 《Isis》 57 (2): 220–234, doi:10.1086/350115
- Carlin, Lawrence (2004), “Leibniz on Conatus, Causation, and Freedom”, 《Pacific Philosophical Quarterly》 85 (4): 365–379, doi:10.1111/j.1468-0114.2004.00205.x
- Damasio, Antonio R. (2003), 《Looking for Spinoza: Joy, Sorrow, and the Feeling》, Florida: Harcourt, ISBN 0-15-100557-5
- DeBrabander, Firmin (2007년 3월 15일), 《Spinoza and the Stoics: Power, Politics and the Passions》, London; New York: Continuum International Publishing Group, ISBN 0-8264-9393-9
- Duchesneau, Francois (1998), “Leibniz's Theoretical Shift in the Phoranomus and Dynamica de Potentia”, 《Perspectives on Science》 6 (2): 77–109, Thomson Gale Document Number: A54601186
- Duff, Robert Alexander (1903), 《Spinoza's Political and Ethical Philosophy》, J. Maclehose and Sons, 2007년 3월 19일에 확인함
- Durant, Will; Durant, Ariel (1963), 〈XXII: Spinoza: 1632–77〉, 《The Story of Civilization》 8, New York: Simon & Schuster, 2007년 3월 29일에 확인함
- Dutton, Blake D. (2006), 〈Benedict De Spinoza〉, 《The Internet Encyclopedia of Philosophy》, 2007년 1월 15일에 확인함
- Garber, D. (1992), 《Descartes' Metaphysical Physics》, Chicago: University of Chicago Press, ISBN 0-226-28217-1
- Gillespie, Charles S. (1971), “Leibniz, Gottfried Wilhelm”, 《Dictionary of Scientific Biography》 (New York), 2007년 3월 27일에 확인함
- Goukroger, S. (1980), 《Descartes: Philosophy, Mathematics and Physics》, Sussex: Harvester Press., ISBN 0-389-20084-0
- Goulding, Jay (2005),  Horowitz, Maryanne, 편집., “Society”, 《New Dictionary of the History of Ideas》 (Detroit: Charles Scribner's Sons) 5, Thomson Gale Document Number:CX3424300736
- Grant, Edward (1964), “Motion in the Void and the Principle of Inertia in the Middle Ages”, 《Isis》 55 (3): 265–292, doi:10.1086/349862
- Grant, Edward (1981), 《Much Ado About Nothing: Theories of Space and Vacuum from the Middle Ages to the Scientific Revolution》, Cambridge: Cambridge University Press, ISBN 0-521-22983-9
- Gueroult, Martial (1980), 〈The Metaphysics and Physics of Force in Descartes〉,   Stephen Gaukroger, 《Descartes: Philosophy, Mathematics and Physics》, Sussex: Harvester Press
- Hobbes, Thomas (1998), 《De Corpore》, New York: Oxford Publishing Company, ISBN 0-19-283682-X
- Jarrett, C. (1991), “Spinoza's Denial of Mind-Body Interaction and the Explanation of Human Action”, 《The Southern Journal of Philosophy》 29 (4): 465–486, doi:10.1111/j.2041-6962.1991.tb00604.x
- Jesseph, Doug (2006), “Hobbesian Mechanics” (PDF), 《Oxford Studies in Early Modern Philosophy》 3, ISBN 978-0-19-920394-9, 2006년 11월 7일에 원본 문서 (PDF)에서 보존된 문서, 2007년 3월 10일에 확인함
- Kollerstrom, Nicholas (1999), “The Path of Halley's Comet, and Newton's Late Apprehension of the Law of Gravity”, 《Annals of Science》 59 (4): 331–356, doi:10.1080/000337999296328, 2009년 3월 18일에 확인함
- Lachterman, D. (1978),  Robert Shahan; J.I. Biro., 편집., 《The Physics of Spinoza's Ethics in Spinoza: New Perspectives》, Norman: University of Oklahoma Press
- Landucci, Sergio (2004), 〈Vico, Giambattista〉,   Gianni Vattimo, 《Enciclopedia Garzantine della Filosofia》, Milan: Garzanti Editore, ISBN 88-11-50515-1
- Leaman, Olivier (1997), 《Averroes and his philosophy》, Richmond, Surrey: Curzon Press, ISBN 0-7007-0675-5
- LeBuffe, Michael (2006년 3월 20일), 〈Spinoza's Psychological Theory〉, 《Stanford Encyclopedia of Philosophy》, Edward N. Zalta (ed.), 2007년 1월 15일에 확인함
- Leibniz, Gottfried Wilhelm, Freiherr von (1988년 12월 31일), 〈Exposition and Defence of the New System〉,   Morris, Mary, M.A., 《Leibniz: Philosophical Writings》, J.M. Dent & Sons, 136쪽, ISBN 0-460-87045-9
- Leibniz, Gottfried Wilhelm, Freiherr von (1989),  Ariew, Roger; Garber, Daniel, 편집., 《Philosophical essays》, Indianapolis: Hackett Pub. Co., ISBN 0-87220-063-9
- Lin, Martin (2004), “Spinoza's Metaphysics of Desire: IIIP6D” (PDF), 《Archiv für Geschichte der Philosophie》 86 (1): 21–55, doi:10.1515/agph.2004.003, 2007년 3월 10일에 확인함[깨진 링크(과거 내용 찾기)]
- Mathews, Freya (1991), 《The Ecological Self》, Routledge, ISBN 0-415-10797-0
- Morgan, Michael L. (2006), 《The Essential Spinoza》, Indianapolis/Cambridge: Hackett Publishing Company, Inc., ix쪽, ISBN 0-87220-803-6
- Osler, Margaret J. (2001), “Whose ends? Teleology in early modern natural philosophy”, 《Osiris》 16 (1): 151–168, doi:10.1086/649343, Thomson Gale Document Number:A80401149
- Pietarinen, Juhani (2000년 8월 8일), 〈Hobbes, Conatus and the Prisoner's Dilemma〉, 《Stanford Encyclopedia of Philosophy》, Boston University, 2007년 1월 15일에 확인함
- Polt, Richard (1996), “German Ideology: From France to Germany and Back”, 《The Review of Metaphysics》 49 (3), Thomson Gale Document Number:A18262679
- Rabenort, William Louis (1911), 《Spinoza as Educator》, New York City: Teachers College, Columbia University
- Sabra, A. I. (1994), 《The astronomical origin of Ibn al-Haytham’s concept of experiment》, Paris: Aldershot Variorum, ISBN 0-86078-435-5
- Salam, Abdus (1984),  Lai, C. H., 편집., 《Ideals and Realities: Selected Essays of Abdus Salam》, Singapore: World Scientific
- Sandywell, Barry (1996), 《Reflexivity and the Crisis of Western Reason》, 1: Logological Investigations, London and New York: Routledge, 144–5쪽, ISBN 0-415-08756-2
- Sayili, A. (1987), “Ibn Sīnā and Buridan on the Motion of the Projectile”, 《Annals of the New York Academy of Sciences》 500 (1): 477, Bibcode:1987NYASA.500..477S, doi:10.1111/j.1749-6632.1987.tb37219.x
- Scheler, Max (2008), 《The Constitution of the Human Being》, John Cutting, Milwaukee: Marquette University Press, 430쪽
- Schmitter, Amy M. (2006), 〈Hobbes on the Emotions〉, 《Stanford Encyclopedia of Philosophy》, 2006년 3월 4일에 확인함
- Schopenhauer, Arthur (1958),  Payne, E.F.J., 편집., 《The World as Will and Representation》 1, Clinton, Massachusetts: The Colonial Press Inc.
- Schrift, Alan D. (2006), 《Twentieth-Century French Philosophy: Key Themes and Thinkers》, Blackwell Publishing, ISBN 978-1-4051-3218-3
- Sorabji, Richard (1988), 《Matter, Space, and Motion: Theories in Antiquity and their Sequel》, London: Duckworth
- Spinoza, Baruch (2005),  Curley, Edmund, 편집., 《Ethics》, New York: Penguin Classics, 144–146쪽, ISBN 0-14-043571-9
- Traupman, John C. (1966), 《The New Collegiate Latin & English Dictionary》, New York: Bantam Books, ISBN 0-553-25329-8
- Vico, Giambattista (1710),  L.M. Palmer, 편집., 《De antiquissima Italiorum sapientia ex linguae originibus eruenda librir tres》, Ithaca: Cornell University Press
- Wolfson, Harry Austryn (1934), 《The Philosophy of Spinoza》, Cambridge, Massachusetts: Harvard University Press, ISBN 0-674-66595-3
- Ziemke, Tom (2007),  Chella, A.; Manzotti, R., 편집., “What’s life got to do with it?”, 《Artificial Consciousness》 (Exeter, UK: Imprint Academic), 2007년 5월 27일에 확인함

## 참고 문헌
- Ariew, Roger (2003), 《Historical dictionary of Descartes and Cartesian philosophy》, Lanham, Md. ; Oxford: Scarecrow Press
- Bernstein, Howard R. (1980), “Conatus, Hobbes, and the Young Leibniz”, 《Studies in History and Philosophy of Science》 11 (1): 167–81, doi:10.1016/0039-3681(80)90003-5
- Bove, Laurent (1992), 《L'affirmation absolue d'une existence essai sur la stratégie du conatus Spinoziste》, Université de Lille III: Lille, OCLC 57584015
- Caird, Edward (1892), 《Essays on Literature and Philosophy: Glasgow》, J. Maclehose and sons, 2007년 3월 20일에 확인함
- Carlin, Laurence (2004년 12월), “Leibniz on Conatus, causation and freedom”, 《Pacific Philosophical Quarterly》 85 (4): 365–79, doi:10.1111/j.1468-0114.2004.00205.x
- Chamberland, Jacques (2000년 10월),  Duchesneau, Francois, 편집., “Les conatus chez Thomas Hobbes”, 《The Review of Metaphysics》 (Université de Montreal) 54 (1)
- Deleuze, Gilles (1988), 《Spinoza: Practical Philosophy》, City Lights Book
- Garber, Daniel (1994), “Descartes and Spinoza on Persistence and Conatus”, 《Studia Spinozana》 (Walther & Walther) 10
- Garret, D. (2002),  Koistinen, Olli; Biro, John, 편집., “Spinoza's Conatus Argument”, 《Spinoza: Metaphysical Themes》 (Oxford: Oxford University Press) 1: 127, doi:10.1093/019512815X.003.0008
- Leibniz, Gottfried Wilhelm; Gerhardt, K.; Langley, Alfred Gideon (1896),  Langley, Alfred Gideon, 편집., 《New Essays Concerning Human Understanding》, Macmillan & Co., ltd., 2007년 3월 19일에 확인함
- Lyon, Georges (1893), 《La philosophie de Hobbes》, F. Alean, 2007년 3월 19일에 확인함
- Montag, Warren (1999), 《Bodies, Masses, Power: Spinoza and his Contemporaries》, New York: Verso, ISBN 1-85984-701-3
- Rabouin, David (2000), “Entre Deleuze et Foucault : Le jeu du désir et du pouvoir”, 《Critique》: 637–638
- Schrijvers, M. (1999),  Yovel, Yirmiyahu, 편집., “The Conatus and the Mutual Relationship Between Active and Passive Affects in Spinoza”, 《Desire and Affect: Spinoza as Psychologist》 (New York: Little Room Press)
- Schulz, O. (1995), “Schopenhauer's Ethik — die Konzequenz aus Spinoza's Metaphysik?”, 《Schopenhauer-Jahrbuch》 76: 133–149, ISSN 0080-6935
- Steinberg, Diane (2005), “Belief, Affirmation, and the Doctrine of Conatus in Spinoza”, 《Southern Journal of Philosophy》 43 (1): 147–158, doi:10.1111/j.2041-6962.2005.tb01948.x, ISSN 0038-4283
- Tuusvuori, Jarkko S. (2000년 3월), 《Nietzsche & Nihilism: Exploring a Revolutionary Conception of Philosophical Conceptuality》, University of Helsinki, ISBN 951-45-9135-6
- Wendell, Rich (1997), 《Spinoza's Conatus doctrine: existence, being, and suicide》, Waltham, Mass., OCLC 37542442
- Youpa, A. (2003), “Spinozistic Self-Preservation”, 《The Southern Journal of Philosophy》 41 (3): 477–490, doi:10.1111/j.2041-6962.2003.tb00962.x